# Décès en 1310
Décès
- 1306
- 1307
- 1308
- 1309
- 1310
- 1311
- 1312
- 1313
- 1314

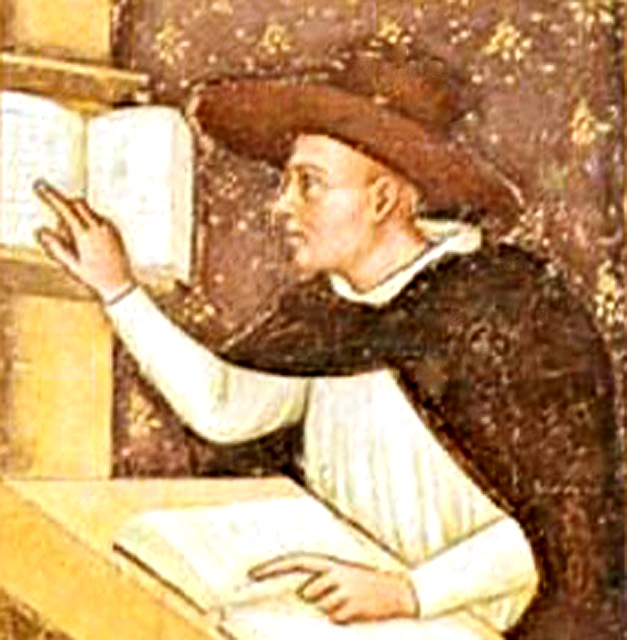
Thomas Jorz, mort en 1310.

Cette page dresse une liste de personnalités mortes au cours de l'année 1310 :
- 3 janvier : Hōjō Sadafusa, membre du clan Hōjō, est le neuvième minamikata rokuhara Tandai (sécurité intérieure de Kyoto).
- 7 février : Alexis Falconieri, un des sept fondateurs de l'Ordre des Servites de Marie.
- 11 février : Marguerite d'Oingt, religieuse mystique qui a laissé deux ouvrages en langue francoprovençale.
- 9 avril : Peire Authié, notaire français, brûlé vif à Toulouse.
- 25 mai : Othon de Goritz, membre de la lignée des comtes de Goritz, duc de Carinthie et comte de Tyrol.
- 1er juin : Marguerite Porete, femme de lettres mystique, brûlée vive à Paris.
- 5 juin : Amaury II de Chypre, seigneur de Tyr,  gouverneur et régent de Chypre.
- 26 juin : Raymond de Got, cardinal français.
- 1er octobre : Béatrice de Bourgogne, dame de Bourbon, comtesse de Charolais.
- 14 octobre : Blanche d'Anjou, reine d'Aragon et de Sicile, épouse du roi d'Aragon Jacques II d'Aragon, dit le Juste.
- 19 octobre : Gottfried von Hohenlohe, 14e Grand maître de l'ordre Teutonique.
- 28 octobre : Athanase Ier de Constantinople, patriarche de Constantinople.
- 29 octobre : Otton de Clèves, comte de Clèves.
- 10 décembre : Étienne Ier de Bavière, duc de Basse-Bavière de la maison de Wittelsbach.
- 13 décembre : Thomas Jorz, théologien et cardinal dominicain anglais, connu sous le nom de Cardinal Anglicus.
- 20 décembre : Pedro Rodríguez, cardinal espagnol.

- Abu al-Rabi Sulayman, sultan mérinide.
- Salomon ben Aderet, rabbin, légaliste, banquier et talmudiste.
- Al-Muzaffar Rukn ad-Dîn Baybars al-Jashankir, sultan mamelouk bahrite d'Égypte.
- Peire Authié, un des tout derniers « bons hommes amis de Dieu » pourchassé par l'Inquisition de l'Église catholique comme hérétique.
- Gilles Berthout, avoué de Malines, seigneur du pays de Malines.
- Constantin III d'Arménie, roi d'Arménie.
- Béatrice de Faucigny, dame du Faucigny, dauphine du Viennois.
- David VIII de Géorgie, roi d'Arménie.
- Mathieu des Essarts, évêque d’Évreux.
- Mohammed ibn Gao, mansa du Mali.
- Raymond Geoffroy, moine franciscain provençal, ministre général.
- Gao Kegong, peintre chinois.
- Burchard von Schwanden, 12e grand maître de l'ordre Teutonique.
- Ibn al-Ṭiqṭaqī, historien irakien.

date incertaine (vers 1310)
- Alexandre MacDougall, magnat écossais.
- Jon Magnusson, comte des Orcades et comte de Caithness.
- Menahem Hameïri, rabbin catalan.

## Crédit d'auteurs
- Cet article est partiellement ou en totalité issu de l'article intitulé « 1310 » (voir la liste des auteurs).